# Portiques d'Orléans
La portiques d'Orléans est une voie située dans le 14e arrondissement de Paris, en France.